# Enkeleid Alikaj
Enkeleid (Enkel) Alikaj (ur. 27 grudnia 1981 w Tiranie) – albański piłkarz, w latach 2001–2002 członek albańskiej reprezentacji U-21.